# Електронска конфигурација
Електронска конфигурација елемента је распоред електрона који припадају атому датог елемента на његовим електронским орбиталама. For example, the electron configuration of the neon atom is 1s2 2s2 2p6, meaning that the 1s, 2s and 2p subshells are occupied by 2, 2 and 6 electrons respectively. Рачуна се да у основном енергетском стању сви атоми датог елемента имају исту електронску конфигурацију уколико нису везани са другим атомима. Електронска конфигурација се утврђује на основу спектроскопских испитивања и уз помоћ теоретских прорачуна. Код многих елемената, посебно лантаноида и прелазних метала, постоје несугласице око њихове електронске конфигурације.
Електронске конфигурације описују да се сваки електрон креће независно у орбитали, у просечном пољу које стварају све друге орбитале. Математички, конфигурације су описане Слејтеровим детерминантама или функцијама стања конфигурације.
Према законима квантне механике, за системе са само једним електроном, ниво енергије је повезан са сваком конфигурацијом електрона и у одређеним условима, електрони могу да се крећу из једне конфигурације у другу емисијом или апсорпцијом кванта енергије, у облику фотона.
Познавање електронске конфигурације различитих атома је корисно за разумевање структуре периодног система елемената. Ово је такође корисно за описивање хемијских веза које држе атоме заједно. У расутим материјалима, ова иста идеја помаже да се објасне посебна својства ласера и полупроводника.

## Начин записа конфигурације
Електронска конфигурација се записује на одређен начин. Тај запис може да изгледа на пример овако:
неон: 1s22s22p6
или овако:
Бројеви који се јављају испред слова означавају енергетске нивое. Њихова нумеризација почиње од орбитале најближе језгру и расте са одаљавањем од њега. Мала слова ("s", "p", "d" i "f") означавају врсте орбитала, а горњи бројевни индекси означавају број електрона који се налазе на датој орбитали. 
За упрошћавање електронске конфигурације често се ставља скраћени запис. На пример
угљеник: хелијум + 2s22p2
или:
C: [He]2s22p2
где ја [He] (хелијум) - електронска конфигурација хелијума

## Општа правила успостављања конфигурације
Приликом правилног записивања електронске конфигурације поштује се следеће:
- Принцип најмањег садржаја енергије
  - Попуњавају се прво нивои и орбитале најмањег енергетског садржаја: прво се попуњава орбитала "s", затим "p", затим "d", па "f" и на крају "g"
  - Орбитале на вишим енергетским нивоима попуњавају се тек кад се попуне нижи енергетски нивои.
- Паулијев принцип искључења
  - Како два електрона у једном атому не могу имати иста сва четири квантна броја, мора се разликовати бар спински, једну подорбиталу попуњава максимално два електрона па на орбитали s могу да буду само 2 електрона, на p - 6, на d - 10, на f - 14, на g - 18.
- Хундово правило
  - По којем се орбитале једнаког садржаја енергије попуњавају тако да што више подорбитала буде делимично попуњено (једним електроном) пре него што почне потпуно испуњавање подорбитале.
- На првом енергетском нивоу постоји само орбитала s, на другом енергетском нивоу орбитале s и p, на трећем орбитале s, p и d и од четвртог орбитале s, p, d и f. Од петог енергетског нивоа треба да се појављује и орбитала g, али сви тренутно познати атоми могу се описати помоћу прве четири орбитале.

Од ових правила постоје извесна одступања, поготову када је реч о прелазним и племенитим металима, где се електронска конфигурација не покорава у потпуности овим правилностима зарад веће стабилности атома.
- Јан-Телерово правило
  - Јан-Телерова теорема тврди да се вишеатомски нелинеарни молекули код којих постоји дегенерација орбитала (више орбитала које имају исту енергију) деформишу тако да се та дегенерација отклони.[2]

## Историја
Ирвинг Лангмјур је био први који је предложио електронску конфигурацију у свом чланку из 1919. године „Распоред електрона у атомима и молекулима“ у којем је, надовезујући се на теорију кубног атома Гилберта Н. Луиса и теорију хемијског везивања Валтера Косела, изложио своју „концентричну теорију структуре атома“. Лангмир је развио свој рад о атомској структури електрона од других хемичара као што је приказано у развоју историје периодног система и октетског правила. Нилс Бор (1923) је формулисао Лангмјуров модел тако да се периодичност у својствима елемената може објаснити електронском структуром атома. Његови предлози били су засновани на тада актуелном Боровом моделу атома, у коме су електронске љуске биле орбите на фиксној удаљености од језгра. Борове оригиналне конфигурације би данашњем хемичару изгледале чудне: сумпор је дат као 2.4.4.6 уместо 1s2 2s2 2p6 3s2 3p4 (2.8.6). Бор је користио 4 и 6 према раду Алфреда Вернера из 1893. године. Заправо, хемичари су веровали у атоме дуго пре физичара. Лангмјур је свој рад на који се горе позивао започео речима: „Проблем структуре атома су углавном напали физичари који су мало разматрали хемијска својства која се на крају морају објаснити теоријом атомске структуре. Огромно знање о хемијским својствима и односима, какво је сажето у Периодном систему, требало би да послужи као боља основа за теорију атомске структуре од релативно оскудних експерименталних података дуж чисто физичких линија... Ови електрони сами себе слажу у низ концентричних љуски, од којих прва љуска садржи два електрона, док све остале шкољке имају тенденцију да држе осам." Валентне електроне у атому описао је Ричард Абег 1904. године.
Године 1924, Е. К. Стонер је укључио Сомерфелдов трећи квантни број у опис електронских шкољки и тачно је предвидео да структура љуске сумпора буде 2.8.6. Међутим, ни Боров систем, ни Стонеров нису могли исправно да опишу промене у атомским спектрима у магнетном пољу (Земанов ефекат).
Бор је био подробно упознат са овим недостатком (и другим) и писао је свом пријатељу Волфгангу Паулију тражећи његову помоћ у спасавању квантне теорије (систем који је сада познат као „стара квантна теорија“). Паули је схватио да Земанов ефекат мора бити последица само најудаљенијих електрона атома, и успео је да репродукује Стонерову структуру љуске, али са правилном структуром подљуске, укључивањем четвртог квантног броја и његовим принципом искључивања (1925):
Требало би забранити да више од једног електрона са истом вредношћу главног квантног броја n има исту вредност за остала три квантна броја k [l],  [ml] и  [ms].

Шредингерова једначина, објављена 1926, дала је три од четири квантна броја као директну последицу свог решења за атом водоника: ово решење даје атомске орбитале које су данас приказане у уџбеницима хемије (и изнад). Испитивање атомских спектра омогућило је да се електронске конфигурације атома одреде експериментално, и довело до емпиријског правила (познатог као Маделунгово правило (1936), види доле) за редослед којим су атомске орбитале испуњене електронима.

## Атоми: Ауфбау принцип и Маделунгово правило
Ауфбау принцип (од немачког Aufbau, „изградња, конструкција”) био је важан део Боровог оригиналног концепта конфигурације електрона. Он се може навести као:
највише два електрона се стављају у орбитале по редоследу повећања орбиталне енергије: подљуске најниже енергије се попуњавају пре него што се електрони сместе у орбитале више енергије.
Принцип функционише веома добро (за основна стања атома) за познатих 118 елемената, иако је понекад донекле погрешан. Савремени облик ауфбау принципа описује ред орбиталних енергија дат Маделунговим правилом (или правилом Клечковског). Ово правило је први пут изнео Чарлс Џенет 1929. године, поново га је открио Ервин Маделунг 1936. и касније је В. М. Клечковски дао теоријско оправдање:
1. Подљуске се попуњавају редоследом повећања  + l.
2. Тамо где две подљуске имају исту вредност n + l, оне се попуњавају по растућем редоследу n.

Ово даје следећи редослед за попуњавање орбитала:
 и )
На овој листи подљуске у заградама нису заузете у основном стању најтежег атома који је сада познат (Z = 118).
Ауфбау принцип се може применити, у модификованом облику, на протоне и неутроне у атомском језгру, као у моделу љуске нуклеарне физике и нуклеарне хемије.

### Периодни систем
Облик периодног система је уско повезан са електронском конфигурацијом атома елемената. На пример, сви елементи групе 2 имају конфигурацију електрона од [E] ns2 (где је [] конфигурација инертног гаса) и имају значајне сличности у својим хемијским својствима. Уопштено говорећи, периодичност периодног система у смислу блокова периодичне табеле је очигледно последица броја електрона (2, 6, 10, 14...) потребних да се попуне s, p, d, и f подљуске. Ови блокови се појављују као правоугаони делови периодног система. Изузетак је хелијум, који је, упркос томе што је атом s-блока, конвенционално смештен са осталим племенитим гасовима у p-блоку због своје хемијске инертности, што је последица његове пуне спољашње љуске.
Најудаљенија електронска љуска се често назива „валентна љуска” и (у првој апроксимацији) одређује хемијска својства. Треба имати на уму да су сличности у хемијским својствима примећене више од једног века пре идеје о конфигурацији електрона.. Није јасно колико Мадеунгово правило објашњава (а не једноставно описује) периодни систем, иако би нека својства (као што је уобичајено +2 оксидационо стање у првом реду прелазних метала) очигледно била другачија са различитим редослед попуњавања орбитала.